# Zdvinsk
Zdvinsk (en russe : Здвинск) est un village de Russie situé dans l'oblast de Novossibirsk. C'est le siège administratif du raïon et de la municipalité du même nom. 

## Géographie
Zdvinsk se trouve au bord de la Kargat au sud-ouest de l'oblast de Novossibirsk, à 280 km à vol d'oiseau de Novossibirsk. 

## Histoire
La localité est connue depuis 1773. 

## Population
Recensements (*) et estimations de la population,,: 
| 1959* | 1970* | 1979* | 1989* | 2002* | 2010* |
| ----- | ----- | ----- | ----- | ----- | ----- |
| 3 920 | 3 613 | 4 807 | 5 841 | 5 611 | 5 602 |

| 2012  | 2013  | 2014  | 2015  | 2016  | 2017  |
| ----- | ----- | ----- | ----- | ----- | ----- |
| 5 402 | 5 265 | 5 107 | 5 012 | 4 986 | 4 921 |

| 2018  | 2019  | 2020  | 2021* | - | - |
| ----- | ----- | ----- | ----- | - | - |
| 4 829 | 4 741 | 4 768 | 4 961 | - | - |